# Atos 9
Atos 9 é o nono capítulo dos Atos dos Apóstolos, de autoria de Lucas, o Evangelista, no Novo Testamento da Bíblia. Ele relata a conversão de Saulo e as obras de Simão Pedro.

## Manuscritos
Atos 9 foi originalmente escrito em grego koiné e dividido em 43 versículos. Alguns dos manuscritos que contém este capítulo ou trechos dele são:
- Papiro 53 (séc. III; versículos 33 a 43 e capítulo 10:1)
- Codex Vaticanus (325–350)
- Codex Sinaiticus (330–360)
- Codex Bezae (c. 400)
- Codex Alexandrinus (ca. 400–440)
- Codex Ephraemi Rescriptus (ca. 450)
- Codex Laudianus (ca. 550)

## Estrutura
A Tradução Brasileira da Bíblia organiza este capítulo da seguinte maneira:
- Atos 9:1-9 - A conversão de Saulo
- Atos 9:10-19 - Ananias visita a Saulo
- Atos 9:20-22 - Saulo prega em Damasco
- Atos 9:23-25 - Saulo escapa dos judeus
- Atos 9:26-30 - Saulo em Jerusalém e Tarso
- Atos 9:31 - A igreja cresce
- Atos 9:32-35 - A cura de Eneias
- Atos 9:36-43 - A ressurreição de Dorcas

## Temas Principais

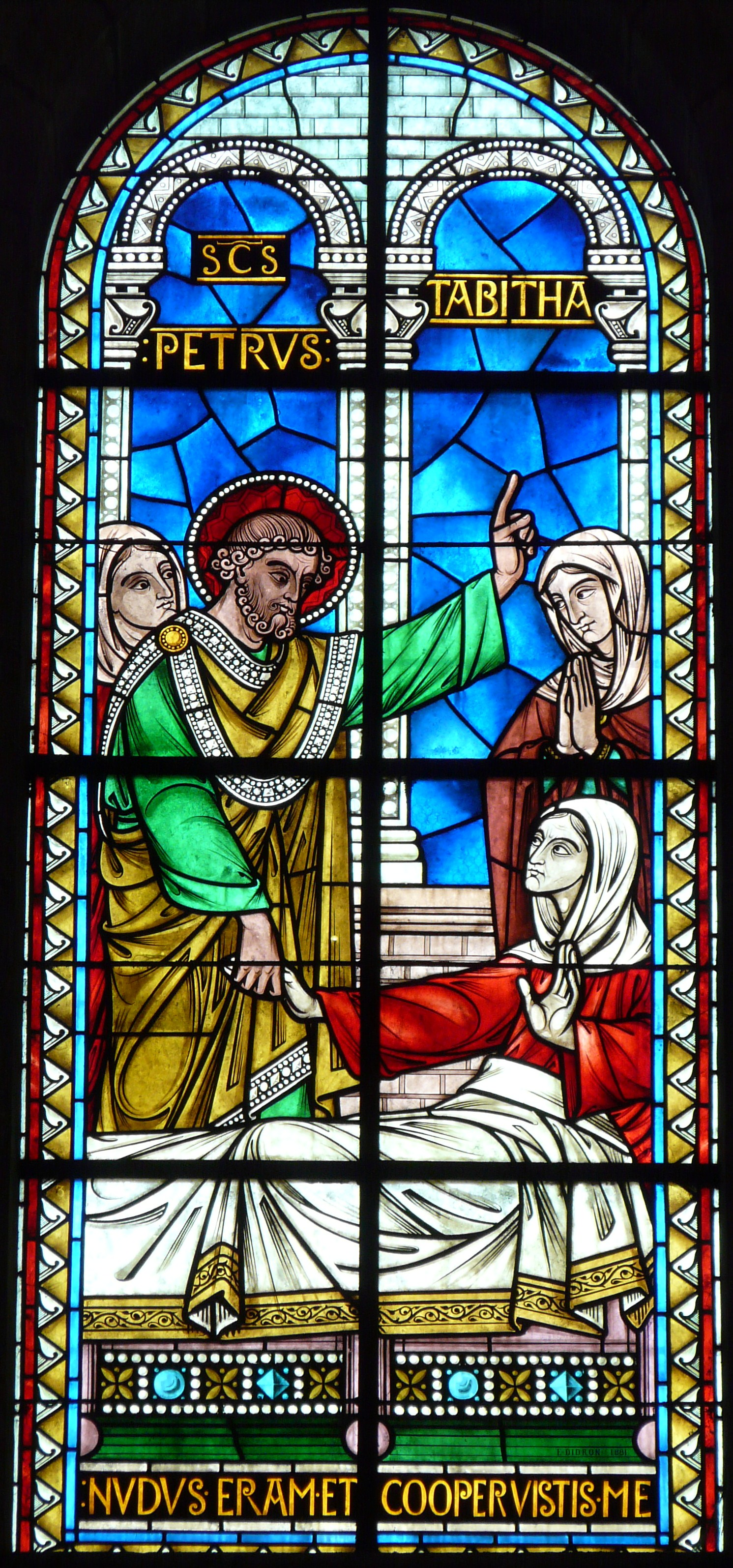
A "Ressurreição de Dorcas" (Tabitha), um dos episódios narrados em Atos 9.
1881. Vitral de Édouard Didron. na Catedral de Saint-Front, em Périgueux, na França.

### Estrada para Damasco
O capítulo 9 começa com o relato da conversão (metanoia) do temido perseguidor Saulo numa estrada que seguia para Damasco. Depois de ver uma luz, Saulo ouviu a famosa pergunta de Jesus: «Saulo, Saulo, por que me persegues?» (Atos 9:4) Atônito e cego, seguiu para Damasco com a ajuda dos companheiros de viagem, que nada viram, mas ouviram a voz (Atos 9:1–9). Lá, Ananias também teve uma visão de Jesus, que lhe pediu que fosse ao encontro de Saulo. Conhecendo-o por reputação, Ananias teve medo, mas disse-lhe Jesus: «Vai, porque este é para mim um vaso escolhido para levar o meu nome perante os gentios e os reis, bem como perante os filhos de Israel; pois eu lhe mostrarei quanto lhe é necessário padecer pelo meu nome.» (Atos 9:15–16) Ananias então obedeceu e, impondo-lhe as mãos, curou Saulo da cegueira e o batizou.

### Pregação de Saulo
Já convertido, Saulo causava grande comoção nas sinagogas, pois todos conheciam sua fama de perseguidor de cristãos. Ao vê-lo proclamando Jesus, muitos se converteram, mas outros planejaram matá-lo e obrigaram-no a fugir (Atos 9:20–25) para Jerusalém numa "cesta". Foi desta forma que Raabe ajudou dois espiões a fugirem antes da Batalha de Jericó (Josué 2:15) e Mical, a filha do rei Saul, ajudou seu marido David (I Samuel 19:12).
Na capital, Saulo teve grande dificuldade em convencer os discípulos de sua conversão até que Barnabé deu seu testemunho sobre o que havia visto em Damasco. Saulo foi novamente ameaçado e teve que fugir, primeiro para Cesareia e depois para Tarso.

### Milagres de Pedro
Depois de ter viajado por toda a Judeia, Pedro visitou Lida (Lod) e encontrou-se com Eneias, um paralítico que estava acamado havia oito anos. Curou-o dizendo: «Enéias, Jesus Cristo te sara; levanta-te e faze a tua cama!» (Atos 9:34). Muitos se converteram depois disto.
Em Jafa (Jope) vivia uma fiel chamada Dorcas em grego (Tabitha em aramaico) que, depois de uma vida santa, morreu. Sabendo que Pedro estava em Lida, que era perto, correram para chamá-lo. Quando chegou, Pedro pediu para ficar sozinho com o corpo e, depois de orar, disse: «Tabita, levanta-te!» (Atos 9:40) Depois de levá-la aos familiares, ficou conhecido por toda a região e muitos mais se converteram.